# Erotica (Lied)
Erotica ist ein Popsong von Madonna. Das Lied wurde am 1. Oktober 1992 als Leadsingle aus ihrem gleichnamigen Album ausgekoppelt.

## Geschichte
Erotica wurde von Madonna und Shep Pettibone geschrieben. Es gibt drei verschiedene Versionen: die Demo-Version, die Album-Version und die Version Erotic, die dem Buch SEX von 1992 beilag. Pettibones Idee war es, Textzeilen aus dem Buch in dieser Version des Songs zu verwenden. Die Album-Version enthält ein Sample des 1974er-Hits Jungle Boogie von Kool & the Gang.
Bei der Veröffentlichung gab es erneut eine Kontroverse um den sexuellen Inhalt des Liedes, ähnlich wie bei Justify My Love. Der Vatikan verbot Madonna die Einreise und verbannte ihre Musik aus dem Radio.

## Erfolg
Erotica war seit 1983 die erste Leadsingle aus einem Madonna-Album, die nicht Platz eins der Billboard Hot 100 erreichte. Sie erreichte Platz drei der US-Charts, Platz drei in Großbritannien und Platz 13 in Deutschland. Das Lied wurde im Rahmen von Madonna’s World-Tour The Girlie Show 1993 als erstes und auf Madonnas Confessions Tour sowie im Film Filth and Wisdom, bei dem sie Regie führte, verwendet.